# Oerend hard (nummer)
Oerend hard is de eerste hit van de Achterhoekse popgroep Normaal. Hij verscheen op 30 april 1977 op single met als B-kant Hij hef geliek.
Het lied werd geschreven door Bennie Jolink en Ferdi Joly. Het werd onder leiding van muziekproducent Adri-Jan Hoes (zoon van platenbaas Johnny Hoes) opgenomen voor het Killroy platenlabel. Het is vermoedelijk de eerste single in de Nederlandse hitparades in een streektaal en werd veel gedraaid op Hilversum 3. In 2006 is het nummer op de TT Assen verkozen tot 'Beste Motorsong'.

## Inhoud
De tekst van het lied staat op het achterblad van de hoes vermeld. Het gaat over een verkeersongeluk. Dat ongeluk volgt op het bezoek van de twee omschreven motorrijders. "Bertus op zien Norton en Tinus op de BSA", aan een motorcross op het Hengelse Zand. De twee beschonken ("klein betjen zat") hard rijdende (de kippen ("hoender") en de vrouwen ("vrouwluu") stoven aan de kant) motorrijders, worden aangereden door een eveneens beschonken ("zatte keerl") verkeersdeelnemer.

## Hitnoteringen

### Nederlandse Top 40
| Oerend hard in de Nederlandse Top 40 - binnen 30-04-1977 | Oerend hard in de Nederlandse Top 40 - binnen 30-04-1977 | Oerend hard in de Nederlandse Top 40 - binnen 30-04-1977 | Oerend hard in de Nederlandse Top 40 - binnen 30-04-1977 | Oerend hard in de Nederlandse Top 40 - binnen 30-04-1977 | Oerend hard in de Nederlandse Top 40 - binnen 30-04-1977 | Oerend hard in de Nederlandse Top 40 - binnen 30-04-1977 | Oerend hard in de Nederlandse Top 40 - binnen 30-04-1977 | Oerend hard in de Nederlandse Top 40 - binnen 30-04-1977 | Oerend hard in de Nederlandse Top 40 - binnen 30-04-1977 | Oerend hard in de Nederlandse Top 40 - binnen 30-04-1977 | Oerend hard in de Nederlandse Top 40 - binnen 30-04-1977 | Oerend hard in de Nederlandse Top 40 - binnen 30-04-1977 |
| Week                                                     | 1                                                        | 2                                                        | 3                                                        | 4                                                        | 5                                                        | 6                                                        | 7                                                        | 8                                                        | 9                                                        | 10                                                       | 11                                                       |                                                          |
| -------------------------------------------------------- | -------------------------------------------------------- | -------------------------------------------------------- | -------------------------------------------------------- | -------------------------------------------------------- | -------------------------------------------------------- | -------------------------------------------------------- | -------------------------------------------------------- | -------------------------------------------------------- | -------------------------------------------------------- | -------------------------------------------------------- | -------------------------------------------------------- | -------------------------------------------------------- |
| Nummer                                                   | 19                                                       | 10                                                       | 4                                                        | 3                                                        | 2                                                        | 5                                                        | 5                                                        | 10                                                       | 13                                                       | 33                                                       | 37                                                       | uit                                                      |

### Nationale Hitparade
| Oerend hard in de Nationale Hitparade - binnen: 30-04-1977 | Oerend hard in de Nationale Hitparade - binnen: 30-04-1977 | Oerend hard in de Nationale Hitparade - binnen: 30-04-1977 | Oerend hard in de Nationale Hitparade - binnen: 30-04-1977 | Oerend hard in de Nationale Hitparade - binnen: 30-04-1977 | Oerend hard in de Nationale Hitparade - binnen: 30-04-1977 | Oerend hard in de Nationale Hitparade - binnen: 30-04-1977 | Oerend hard in de Nationale Hitparade - binnen: 30-04-1977 | Oerend hard in de Nationale Hitparade - binnen: 30-04-1977 | Oerend hard in de Nationale Hitparade - binnen: 30-04-1977 | Oerend hard in de Nationale Hitparade - binnen: 30-04-1977 |
| Week                                                       | 1                                                          | 2                                                          | 3                                                          | 4                                                          | 5                                                          | 6                                                          | 7                                                          | 8                                                          | 9                                                          |                                                            |
| ---------------------------------------------------------- | ---------------------------------------------------------- | ---------------------------------------------------------- | ---------------------------------------------------------- | ---------------------------------------------------------- | ---------------------------------------------------------- | ---------------------------------------------------------- | ---------------------------------------------------------- | ---------------------------------------------------------- | ---------------------------------------------------------- | ---------------------------------------------------------- |
| Nummer                                                     | 14                                                         | 7                                                          | 4                                                          | 3                                                          | 2                                                          | 4                                                          | 11                                                         | 15                                                         | 21                                                         | uit                                                        |

### Evergreen Top 1000
| Evergreen Top 1000 "Oerend hard" | Evergreen Top 1000 "Oerend hard" | Evergreen Top 1000 "Oerend hard" | Evergreen Top 1000 "Oerend hard" | Evergreen Top 1000 "Oerend hard" | Evergreen Top 1000 "Oerend hard" | Evergreen Top 1000 "Oerend hard" | Evergreen Top 1000 "Oerend hard" | Evergreen Top 1000 "Oerend hard" | Evergreen Top 1000 "Oerend hard" | Evergreen Top 1000 "Oerend hard" | Evergreen Top 1000 "Oerend hard" | Evergreen Top 1000 "Oerend hard" | Evergreen Top 1000 "Oerend hard" | Evergreen Top 1000 "Oerend hard" | Evergreen Top 1000 "Oerend hard" |
| Jaar                             | 2008                             | 2009                             | 2010                             | 2011                             | 2012                             | 2013                             | 2014                             | 2015                             | 2016                             | 2017                             | 2018                             | 2019                             | 2020                             | 2021                             | 2022                             |
| -------------------------------- | -------------------------------- | -------------------------------- | -------------------------------- | -------------------------------- | -------------------------------- | -------------------------------- | -------------------------------- | -------------------------------- | -------------------------------- | -------------------------------- | -------------------------------- | -------------------------------- | -------------------------------- | -------------------------------- | -------------------------------- |
| Positie                          | -                                | -                                | -                                | -                                | -                                | -                                | -                                | 806                              | 586                              | 426                              | 476                              | 420                              | 401                              | 454                              | 387                              |

### NPO Radio 2 Top 2000
| Nummer met noteringen in de NPO Radio 2 Top 2000 | '99 | '00 | '01 | '02 | '03 | '04 | '05 | '06 | '07 | '08 | '09 | '10 | '11 | '12 | '13 | '14 | '15 | '16 | '17 | '18 | '19 | '20 | '21 | '22 | '23 | '24 |
| ------------------------------------------------ | --- | --- | --- | --- | --- | --- | --- | --- | --- | --- | --- | --- | --- | --- | --- | --- | --- | --- | --- | --- | --- | --- | --- | --- | --- | --- |
| Oerend hard                                      | 126 | 149 | 169 | 106 | 95  | 117 | 82  | 107 | 119 | 101 | 226 | 214 | 302 | 256 | 275 | 271 | 186 | 336 | 343 | 330 | 88  | 255 | 345 | 340 | 371 | 405 |

1. ↑  Een vetgedrukt getal geeft de hoogste notering aan.

## Andere versies
- Van Oerend Hard zijn ook covers en parodieën gemaakt (onder meer door Koefnoen); zelf bracht Normaal in het voorjaar van 1985 een live-versie uit op single. Deze was opgenomen in maart 1985 in Toldijk, Achtmaal en Barchem en bereikte behalve de Nederlandse Top 40 en de Nationale Hitparade, ook de TROS Top 50 (destijds waren 3 hitlijsten op Hilversum 3 te horen). Bij de latere theatertournees werd het aangepast tot Oerend Zacht; in de tekst zijn Bertus en Tinus inbrekers geworden.

## Aanvullingen
- SBS6 zond een televisieprogramma uit over boerenfeesten op het platteland onder de naam Oerend hard.
- Op het Hengelse Zand in Hengelo worden nog steeds motorcrosses georganiseerd door de Hengelose Auto en Motor Vereniging Hamove.[4]
- Bennie Jolink heeft in een interview voor een aflevering van Andere Tijden Sport over motorcoureur Gerrit Wolsink verteld dat hij oorspronkelijk Gertman op z'n Norton zong, als een ode aan Wolsink. Hij liet zich echter door een producer overhalen om de naam Bertus te gebruiken in plaats van Gertman.[5]
- Radio-diskjockey en neerlandicus Frits Spits deed destijds in zijn Hilversum 3 programma De Avondspits een rondvraag waar de term Oerend hard vandaan kwam, het kon lexicologisch niet verklaard worden; het zou een verzinsel van Normaal zelf zijn.[6] In Kunststof verklaarde Jolink dat hij de term oerend hard ooit als kind had gebruikt, tot hilariteit van de aanwezigen.[7]